# Olefina push-pull
Uma olefina push-pull é um tipo de olefina caracterizada por uma remoção de elétron substituinte em um lado de uma ligação dupla e um substituinte de doação de elétrons do outro lado. Isso faz com que a ligação pi seja muito polarizada. A barreira de rotação para uma olefina push-pull é menor do que a de uma olefina vulgar e isso torna-a um candidato interessante para um interruptor molecular, como, por exemplo, azobenzenos. Uma configuração de push-pull também ajuda a estabilizar a ligação dupla, porque a ligação carbono-carbono tem um caráter de ligação dupla consideravelmente menor. Por exemplo, o ciclobutadieno é uma molécula muito instável, mas com as duas ligações olefínicas em configuração push-pull (dois ésteres substituintes e duas aminas terciárias substituintes) a molécula torna-se estável.